# أورخان جلبي
أورخان چلبي (بالتركية: Orhan Çelebi)‏ (من مواليد 1412- 29 مايو 1453) (ويُنطق: تشَلَبِي)، هو عضو في عائلة السلطنة العثمانية. وابن الأمير قاسم چلبي ابن سليمان چلبي أحد أبناء السلطان بايزيد الأول الذي سيطر على الأراضي الأوروپية للإمبراطورية العثمانية حتى هزمه تيمورلنك المغولي في معركة أنقرة عام 1402م فانفرط عقد الدولة العثمانية وتقاتل أبنائه فيما بينهم على الحُكم بدسائس غربية ومغولية بينهم.
تم إرسال أورخان چلبي إلى القسطنطينية كرهينة وقام العثمانيون بتكريم البيزنطيين بالمال خلال فترة وجوده هناك لإبعاده عن الحكم. وفي عام 1453م انضم إلى الدفاع عن الإمبراطورية البيزنطية أثناء فتح القسطنطينية مع حوالي 600 منشق عثماني إلى جانبه، تولوا جميعاً مسؤولية الدفاع عن جزء من الأسوار البحرية، بما في ذلك ميناء إبتاسكاليو (Eptaskalio). 
بعد أن أتم السلطان الشاب محمد الفاتح، فتح مدينة القسطنطينية، انتهى الأمر بالقبض على أورخان چلبي، وإعدامه أثناء محاولته الهرب.

## أسرته

### أبناءه و بناته
- علي شاه - Ali Shah
- جاهان - Jahan Shah
- والي - Vali Khan
- بوغا - Buga Khan

## أورخان في العلاقات البيزنطية التركية
أقام أورخان معظم حياته في القسطنطينية. في الواقع ، كطالب محتمل في مكان السلطان ، يمكن اغتياله من قبل الشخص الموجود في مكانه الذي يرغب في ضمان سلطته ضد أي خطر تمرد. عادت شخصية أورخان إلى الظهور عام 1451. في ذلك التاريخ ، توفي السلطان مراد الثاني وخلفه ابنه محمد الثاني. ويتسلم الأخير عند انضمامه السفارة البيزنطية التي أتت لضمان استمرار الاتفاقيات الموقعة مع السلطان مراد. ومن بين هذه الاتفاقيات ، تعهد السلطان بدفع معاش أورخان الذي وصل إلى 300,000 أسبر جمعها السلطان من قرى ستروما السفلى ، وهي أراضي تابعة اسمياً لأورخان.
ومع ذلك ، حاول قسطنطين الحادي عشر الاستفادة من الصعوبات التي يواجهها السلطان في الأناضول حيث تعين عليه محاربة تمرد العديد من الأمراء بمن فيهم أمراء القرمان للشكوى من عدم كفاية رواتب أورخان. بالإضافة إلى ذلك ، أراد باسيليوس أن يذكر بأنه يستطيع ، إذا شاء ، أن يبذر الفتنة داخل الإمبراطورية العثمانية من خلال دعم تمرد أورخان. حذره الوزير خليل باشا ، الذي استقبل السفارة البيزنطية ، من تهوره الذي يهدد بإثارة غضب السلطان. ومع ذلك ، فإن الأخير اكتفى بالقول بإنه سيدرس السؤال مرة أخرى في عاصمته إدرنة. في الواقع ، يعرف محمد أن هذه ذريعة لمهاجمة الإمبراطورية البيزنطية. وهكذا ، منذ عام 1452 ، بدأ محمد في التحضير لحصار القسطنطينية من خلال بناء قلعة روملي حصاري.

## أورخان وحصار القسطنطينية

### مخطط القسطنطينية مع ميناء إليوثيرا إلى الجنوب حيث يوجد رجال أورخان أثناء حصار القسطنطينية.

#### المقال الرئيسي: سقوط القسطنطينية.
في بداية حصار القسطنطينية في الأيام الأولى من أبريل 1453 ، كان أورخان لا يزال في القسطنطينية. وإدراكًا منه أنه في حالة سقوط مدينة السلطان محمد سوف ينفذه ، فقد عرض خدماته على الإمبراطور . مع عدد قليل من أفراد حاشيته ، يدافع عن ميناء إلوثار Éleuthère على مستوى الأسوار الجنوبية ، على يمينه ، ويضمن الرهبان مراقبة قطاع من غير المحتمل أن يتعرض للهجوم. في 29 مايو 1453 ، صد أورخان ورجاله القوات العثمانية القليلة التي نزلت على طول الجدران الجنوبية . ومع ذلك ، لم يمكنه فعل أي شيء لمنع سقوط القسطنطينية الذي أتي بعد ساعات بمجرد نجاح القوات العثمانية في اختراق جدار ثيودوسيوس.
عند الإعلان عن انهيار الدفاع البيزنطي ، انتشرت القوات العثمانية في أنحاء المدينة بينما أنزل حمزة بك ، الذي يدير العمليات على طول الأسوار الجنوبية للقسطنطينية ، قواته. لم يواجه هذا الأخير أي مقاومة إلا في قطاع أورخان ، الذي حاول مع عدد قليل من الرجال الوقوف في وجه القوات العثمانية. حاول أورخان الهروب من الموت أثناء القتال ، إلا أنه تم القبض عليه في نهاية المطاف: تم القبض عليه من قبل سجين أثناء محاولته الهروب متخفيًا في زي راهب يوناني، وقطع رأسه على الفور.